# Marlen Reusser
Marlen Reusser (Jegenstorf, 20 september 1991) is een Zwitsers wielrenster die sinds 2025 rijdt voor Movistar Team.

## Carrière
Reusser studeerde in 2017 af als arts. Ze deed aan zwemmen, triatlon en brevet voor ze zich op wielrennen richtte. Ze specialiseerde zich vooral in het tijdrijden. In 2017 werd ze Zwitsers kampioene tijdrijden en ze werd tweede in de wegwedstrijd. Op de Europese kampioenschappen wielrennen 2017 werd ze 28e in de tijdrit en op de Wereldkampioenschappen wielrennen 2017 werd ze 29e in de tijdrit.
In 2018 brak ze haar heup en onderste ruggenwervels in een val.
Reusser werd in 2019 Zwitsers kampioene in zowel de tijdrit als op de weg. Ook won ze een gouden medaille in de individuele tijdrit op de Europese Spelen 2019 in Minsk. Verder won ze de tijdrit Ljubljana-Domzale-Ljubljana en won ze brons in de Chrono Champenois. Tijdens de wereldkampioenschappen wielrennen 2019 werd ze zesde in zowel de individuele tijdrit als de gemengde ploegenestafette met haar land. Ze reed in 2019 voor het World Cycling Center en tekende voor 2020 bij Bigla-Katusha, dat vanaf juli verder ging onder de naam Paule Ka. Na het opheffen van deze ploeg, ging ze per 2021 naar Alé BTC Ljubljana.
Reusser won op 24 september 2020 de zilveren medaille op de wereldkampioenschappen individuele tijdrit voor vrouwen in Imola (Italië), op 15 seconden achter de gouden medaille van Anna van der Breggen. Op 28 juli 2021 won ze zilver namens Zwitserland in de individuele tijdrit op de Olympische Spelen in Tokio, op bijna een minuut achter winnares Annemiek van Vleuten.
In 2021 reed Reusser zich in de kijker, met opvallende prestaties in de Ronde van Noorwegen (4e in het eindklassement), de Simac Ladies Tour (tijdrit-etappe en twee dagen leiderstrui) en de Madrid Challenge. In het jaar dat volgde maakte ze de overstap naar Team SD Worx, namens deze ploeg won ze de vierde etappe in de Tour de France Femmes. Ook werd ze voor de tweede maal Europees kampioen tijdrijden. In 2023 behaalde Reusser aanzienlijk meer zeges dan in de jaren ervoor, zo won ze onder andere Gent-Wevelgem, de eindklassementen in de Itzulia Women 2023 en de Ronde van Zwitserland en werd ze eind september werd voor de derde maal Europees kampioen tijdrijden.

## Overwinningen
2017
 Zwitsers kampioene tijdrijden, Elite
 Zwitsers kampioene klimtijdrijden, Elite
 Zwitsers kampioenschap op de weg, Elite
2019
Ljubljana-Domzale-Ljubljana
 Europese Spelen individuele tijdrit, in Minsk
 Zwitsers kampioene tijdrijden, Elite
 Zwitsers kampioene op de weg, Elite
 Chrono Champenois
2020
 Zwitsers kampioene tijdrijden, Elite
 Europese kampioenschappen gemengde ploegenestafette
 Europese kampioenschappen individuele tijdrit
 Wereldkampioenschappen tijdrijden
2021
 Europees kampioene tijdrijden
 Zwitsers kampioene tijdrijden, Elite
 Zwitsers kampioene op de weg, Elite
 Olympische Spelen tijdrijden, in Tokio
 Wereldkampioenschappen tijdrijden
2e etappe Simac Ladies Tour
1e etappe Ceratizit Challenge
Chrono des Nations
2022
 Europees kampioene tijdrijden
4e etappe Tour de France Femmes
 Wereldkampioene gemengde ploegenestafette
2023
Gent-Wevelgem
3e etappe Ronde van het Baskenland
Eind- en puntenklassement Ronde van het Baskenland
2e etappe Ronde van Zwitserland (ITT)
Eind- en puntenklassement Ronde van Zwitserland
 Zwitsers kampioene op de weg, Elite
8e etappe Tour de France Femmes (ITT)
 Wereldkampioene gemengde ploegenestafette
 Europees kampioene tijdrijden
2024
2e etappe Setmana Ciclista Valenciana
Eindklassement Setmana Ciclista Valenciana
2025
Trofeo Palma Femina
3e en 4e (ITT) etappe Ronde van Burgos
Eind-, punten- en bergklassement Ronde van Burgos
1e en 4e etappe Ronde van Zwitserland
Eind- en puntenklassement Ronde van Zwitserland
 Zwitsers kampioene tijdrijden, Elite
1e etappe Ronde van Italië (ITT)

### Resultaten in voornaamste wedstrijden
| Jaar | Ronde van Italië | Ronde van Frankrijk | Ronde van Spanje |
| ---- | ---------------- | ------------------- | ---------------- |
| 2019 |                  |                     |                  |
| 2020 | opgave           |                     |                  |
| 2021 | opgave           |                     | ↑ (1)            |
| 2022 |                  | opgave (1)          | 29e              |
| 2023 |                  | 28e (1)             | 23e              |
| 2024 |                  |                     | 13e              |
| 2025 | ↑ (1)            | opgave              | ↑                |

| Jaar | Gent-Wevelgem | Ronde van Vlaanderen | Parijs-Roubaix | Amstel Gold Race | Luik-Bast.‑Luik | Omloop Het Nieuwsblad | Brabantse Pijl | Waalse Pijl |  | WK op de weg |
| ---- | ------------- | -------------------- | -------------- | ---------------- | --------------- | --------------------- | -------------- | ----------- |  | ------------ |
| 2019 |               |                      |                |                  |                 | 25e                   |                |             |  | 34e          |
| 2020 | 30e           |                      |                |                  | 7e              | 13e                   |                |             |  | 10e          |
| 2021 | 13e           | 9e                   | opgave         | 30e              |                 | 14e                   |                | 46e         |  | 90e          |
| 2022 | 33e           | 5e                   |                | 19e              |                 | 36e                   | 4e             |             |  | 13e          |
| 2023 | ↑             | 7e                   |                |                  | ↑               | 14e                   | 6e             | 57e         |  |              |
| 2024 | uitgesl.      | opgave               |                |                  |                 |                       |                |             |  |              |
| 2025 |               | 10e                  |                |                  |                 |                       |                |             |  |              |

## Ploegen
- 2019 –  World Cycling Center
- 2020 –  Bigla-Katjoesja
- 2021 –  Alé BTC Ljubljana
- 2022 –  Team SD Worx[4]
- 2023 –  Team SD Worx
- 2024 –  Team SD Worx
- 2025 –  Movistar Team

Alzini · Banks · Chabbey · Fisher-Black · Harvey · Koppenburg · Norsgaard · Nosková · Reusser · Sperotto · Stirnemann · Thomas · Wright
Bastianelli · Boogaard · Bujak · Chursina · García · Guderzo · Patuelli · Pintar · Reusser · Tomasi · Trevisi · Wright
Blaak · Cecchini · Fisher-Black · Fournier · Frei(vanaf 8/8) · Kopecky · Majerus · Moolman-Pasio · Pieters · Reusser · Shackley · Uneken · Vas · Vollering
Bredewold · van den Broek-Blaak (zwangerschapsverlof) · Cecchini · Fisher-Black · Frei · Guarischi · Kopecky · Majerus · Markus · Reusser · Schreiber (vanaf 1/3) · Shackley · Uneken · Vas · Vollering · Wiebes
Bredewold  · van den Broek-Blaak · Cecchini · Fisher-Black · Gerritse · Guarischi · Kopecky  · Majerus · Markus · Reusser   · Schreiber · Shackley (tot 16/4) · Uneken · Vas  U23 · Vollering · Wiebes
Baril · Biannic · Erić · Ferguson · Gutiérrez · Lippert · Lloyd · Mackaij · Magalhães · Martín · Meijering · Ostiz (stage vanaf 1/8) · Patiño · Laura Ruiz Pérez · Lucía Ruiz Pérez · Reusser · Sierra · Steels